# Tineretul Național Liberal
Tineretul Național Liberal, (Rumänska för: Nationell Liberal Ungdom) förkortat TNL är ett liberalt ungdomsförbund i Rumänien. Förbundet har sina rötter i 1870-talet, men stängdes ner under kommunisttiden men återbildades 1990 efter socialistdiktaturens fall. TNL:s moderparti heter Partidul Național Liberal (PNL).
TNL är fullvärdig medlem i de båda internationella liberala paraplyorganisationerna International Federation of Liberal Youth (IFLRY) och Liberal Youth Movement of the European Community. (LYMEC)